# 1992年夏季奥林匹克运动会
第二十五届夏季奥林匹克运动会（英語：the Games of the XXV Olympiad），一般稱為巴塞隆納奧運，于1992年7月25日至8月9日在国际奥委会主席萨马兰奇的故乡、西班牙加泰罗尼亚的巴塞罗那举行，該屆也是最後一次跟冬季奧運同一年舉辦的夏季奧運會。巴塞罗那是於1986年10月17日在瑞士洛桑舉行的國際奧委會第91次全會上擊敗阿姆斯特丹、伯明翰、布里斯班和巴黎，获选为主办地。

## 背景
本届奥运会是冷战結束后的第一届奥运会，同樣亦是繼1982年世界盃後另一個西班牙盛事，参赛国家的格局发生很大的变化，苏联解体后12个前加盟共和国以独联体的名义参赛，波罗的海三国再次以独立身份参赛，南北也门、东西德国都是在兩個國家分別統一後首次参赛，克罗地亚，斯洛文尼亚以及波黑独立后首次参赛，被制裁的南斯拉夫，也派出了运动员以“独立参赛者”的名义参赛。20年来，国际奥委会的所有成员，除了处于战乱中的阿富汗、索马里、利比里亚和柬埔寨，全部齐聚巴塞罗那。

## 焦點
- 殘奧會射箭運動員雷波洛用弓箭將火把射出，點燃奧運聖火。
- 點燃聖火的同時都會把白鴿放生，寓意和平，但上屆點燃聖火時有不少白鴿被燒死，國際奧委會在本屆開幕禮開始取消放白鴿之環節，以放汽球取代，及改為晚上進行。
- 奧運會首次允許職業球員參加籃球比賽，美國NBA派出的由麥可·喬丹、大鳥伯德、魔術強森等人組成的夢幻隊輕鬆摘得冠軍。
- 南非自1960年以來首次被解除制裁，允許參賽。
- 在女子10,000米項目中，來自埃塞俄比亞的黑人女運動員圖魯和來自南非的白人女運動員邁耶在最後一圈手牽手共同跑向終點，象徵非洲種族大團結。
- 白俄羅斯的體操選手維塔裡·謝爾博獨自奪得6枚金牌，創下在單屆奧運會中取得最多金牌的記錄。
- 棒球首次成為正式奧運會項目，古巴奪得金牌，中華臺北奪得銀牌。
- 羽毛球和女子柔道也首次成為奧運會項目。
- 本屆奧運會組委會首次邀請50個國家的155名代表接力傳遞奧運聖火，從希臘的奧林匹亞採集的火種經過傳遞遞最終抵達巴塞羅那。
- 足球項目改為23歲以下組別賽事，西班牙經歷1982年世界盃失敗後，於本屆奧運足球賽事中勇奪金牌。

## 比赛项目
本届奥运会共25个大项257个小项目。
| - 足球 - 籃球 - 排球 - 田徑 - 射箭 - 網球 - 手球 - 棒球 |  | - 举重 - 马术 - 摔跤 - 拳击 - 柔道 - 击剑 - 射击 - 帆船 |  | - 赛艇 - 羽毛球 - 皮划艇 - 自行车 - 曲棍球 - 现代五项 |  | - 體操 - 體操 - 艺术体操 - 水上项目： - 游泳 - 花样游泳 - 跳水 - 水球 |

## 参赛国家及地区

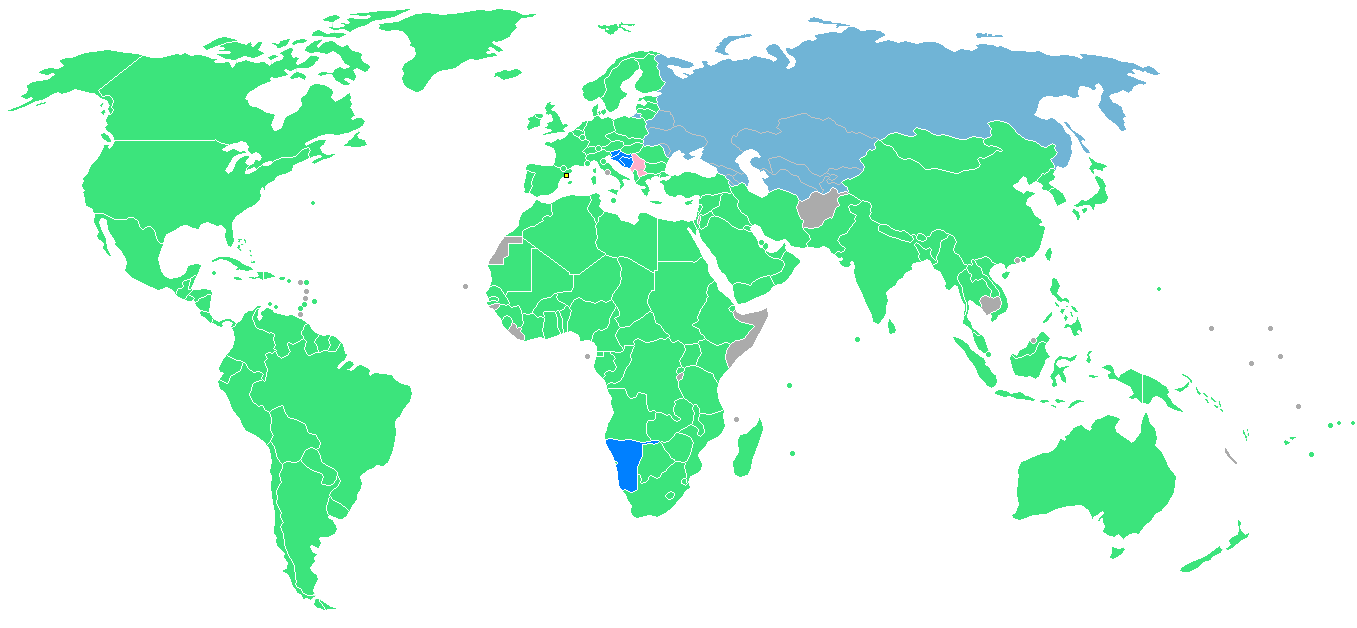
参赛国家及地区分布

本届奥运一共有172个国家和地区的奥运代表团参加。由于苏联解体的关系，15个前苏联加盟共和国中的12个国家组成了独立国家联合体来参加本届奥运，而波罗的海沿岸三国——爱沙尼亚、拉脱维亚和立陶宛则各自以独立的奥运代表团来参加。由于南斯拉夫解体的缘故，克罗地亚、斯洛文尼亚和波黑均以独立国家身份参赛，而南斯拉夫因正受联合国制裁则只能派出以“独立奥林匹克参赛者”身份报名的运动员来参加本届奥运。
| \| - 阿尔巴尼亚（8） - 阿尔及利亚（38） - 美属萨摩亚（3） - 安道尔（8） - 安哥拉（39） - 安提瓜和巴布达（13） - 阿根廷（107） - 阿鲁巴（5） - （295） - 奥地利（107） - 巴哈马（15） - 巴林（13） - （6） - 巴巴多斯（17） - 比利时（68） - 伯利兹（10） - （6） - 百慕大（20） - 不丹（6） - 玻利维亚（14） - 波斯尼亚和黑塞哥维那（10） - 博茨瓦纳（6） - 巴西（195） - （4） - 保加利亚（139） - 布基纳法索（4） - 喀麦隆（11） - 加拿大（304） - 开曼群岛（10） - 中非共和国（16） - （7） - 智利（14） - 中国（246） - 哥伦比亚（51） - 刚果共和国（7） - 库克群岛（2） - 哥斯达黎加（16） - 科特迪瓦（13） - 克罗地亚（41） - 古巴（187） - 塞浦路斯（17） - 捷克斯洛伐克（209） - 丹麦（117） \| - 吉布提（8） - （32） - 厄瓜多尔（13） - 埃及（83） - 萨尔瓦多（4） - 赤道几内亚（7） - 爱沙尼亚（37） - 埃塞俄比亚（23） - 斐济（19） - 芬兰（89） - 法国（376） - 加蓬（8） - 冈比亚（5） - 德国（486） - （37） - 英国（376） - 希腊（72） - 格林纳达（4） - 关岛（22） - 危地马拉（14） - 几内亚（8） - 圭亚那（6） - 海地（7） - 洪都拉斯（10） - 香港（38） - 匈牙利（222） - 冰岛（29） - 印度（53） - 独立奥林匹克参赛者（58） - 印度尼西亚（47） - 伊朗（40） - 伊拉克（9） - 爱尔兰（58） - 以色列（31） - 意大利（323） - 牙买加（36） - 日本（272） - 约旦（7） - （51） - 朝鲜（64） - 韩国（244） - 科威特（36） \| - 老挝（6） - 拉脱维亚（34） - 黎巴嫩（13） - 莱索托（6） - 利比亚（6） - 列支敦士登（7） - 立陶宛（47） - 卢森堡（6） - 马达加斯加（14） - 马拉维（4） - 马来西亚（28） - 马尔代夫（7） - （5） - 马耳他（7） - 毛里塔尼亚（6） - 毛里求斯（13） - 墨西哥（134） - 摩纳哥（2） - 蒙古（33） - 摩洛哥（53） - 莫桑比克（6） - 缅甸（4） - 纳米比亚（6） - 尼泊尔（5） - 荷兰（215） - （4） - 新西兰（137） - 尼加拉瓜（8） - （3） - 尼日利亚（57） - 挪威（85） - 阿曼（5） - 巴基斯坦（27） - 巴拿马（5） - 巴布亚新几内亚（13） - 巴拉圭（30） - 秘鲁（16） - 菲律宾（34） - 波兰（205） - 葡萄牙（100） - 波多黎各（75） - （31） \| - 罗马尼亚（176） - 卢旺达（10） - 圣文森特和格林纳丁斯（6） - 西萨摩亚（5） - 圣马力诺（17） - 沙特阿拉伯（9） - 塞内加尔（21） - 塞舌尔（11） - （11） - 新加坡（14） - 斯洛文尼亚（35） - 所罗门群岛（1） - 南非（94） - 西班牙（489）（主辦國） - 斯里兰卡（11） - 苏丹（6） - 苏里南（6） - （6） - 瑞典（192） - 瑞士（114） - 叙利亚（10） - 中华台北（37） - 坦桑尼亚（9） - 泰国（47） - 多哥（6） - （5） - 特立尼达和多巴哥（7） - 突尼斯（14） - 土耳其（47） - 乌干达（8） - 独联体（475） - 阿拉伯联合酋长国（14） - 美国（578） - 乌拉圭（23） - 瓦努阿图（6） - 委内瑞拉（37） - 越南（7） - （24） - 也门（13） - （20） - 赞比亚（9） - 津巴布韦（19） \| | | | |
| - 阿尔巴尼亚（8） - 阿尔及利亚（38） - 美属萨摩亚（3） - 安道尔（8） - 安哥拉（39） - 安提瓜和巴布达（13） - 阿根廷（107） - 阿鲁巴（5） - （295） - 奥地利（107） - 巴哈马（15） - 巴林（13） - （6） - 巴巴多斯（17） - 比利时（68） - 伯利兹（10） - （6） - 百慕大（20） - 不丹（6） - 玻利维亚（14） - 波斯尼亚和黑塞哥维那（10） - 博茨瓦纳（6） - 巴西（195） - （4） - 保加利亚（139） - 布基纳法索（4） - 喀麦隆（11） - 加拿大（304） - 开曼群岛（10） - 中非共和国（16） - （7） - 智利（14） - 中国（246） - 哥伦比亚（51） - 刚果共和国（7） - 库克群岛（2） - 哥斯达黎加（16） - 科特迪瓦（13） - 克罗地亚（41） - 古巴（187） - 塞浦路斯（17） - 捷克斯洛伐克（209） - 丹麦（117） | - 吉布提（8） - （32） - 厄瓜多尔（13） - 埃及（83） - 萨尔瓦多（4） - 赤道几内亚（7） - 爱沙尼亚（37） - 埃塞俄比亚（23） - 斐济（19） - 芬兰（89） - 法国（376） - 加蓬（8） - 冈比亚（5） - 德国（486） - （37） - 英国（376） - 希腊（72） - 格林纳达（4） - 关岛（22） - 危地马拉（14） - 几内亚（8） - 圭亚那（6） - 海地（7） - 洪都拉斯（10） - 香港（38） - 匈牙利（222） - 冰岛（29） - 印度（53） - 独立奥林匹克参赛者（58） - 印度尼西亚（47） - 伊朗（40） - 伊拉克（9） - 爱尔兰（58） - 以色列（31） - 意大利（323） - 牙买加（36） - 日本（272） - 约旦（7） - （51） - 朝鲜（64） - 韩国（244） - 科威特（36） | - 老挝（6） - 拉脱维亚（34） - 黎巴嫩（13） - 莱索托（6） - 利比亚（6） - 列支敦士登（7） - 立陶宛（47） - 卢森堡（6） - 马达加斯加（14） - 马拉维（4） - 马来西亚（28） - 马尔代夫（7） - （5） - 马耳他（7） - 毛里塔尼亚（6） - 毛里求斯（13） - 墨西哥（134） - 摩纳哥（2） - 蒙古（33） - 摩洛哥（53） - 莫桑比克（6） - 缅甸（4） - 纳米比亚（6） - 尼泊尔（5） - 荷兰（215） - （4） - 新西兰（137） - 尼加拉瓜（8） - （3） - 尼日利亚（57） - 挪威（85） - 阿曼（5） - 巴基斯坦（27） - 巴拿马（5） - 巴布亚新几内亚（13） - 巴拉圭（30） - 秘鲁（16） - 菲律宾（34） - 波兰（205） - 葡萄牙（100） - 波多黎各（75） - （31） | - 罗马尼亚（176） - 卢旺达（10） - 圣文森特和格林纳丁斯（6） - 西萨摩亚（5） - 圣马力诺（17） - 沙特阿拉伯（9） - 塞内加尔（21） - 塞舌尔（11） - （11） - 新加坡（14） - 斯洛文尼亚（35） - 所罗门群岛（1） - 南非（94） - 西班牙（489）（主辦國） - 斯里兰卡（11） - 苏丹（6） - 苏里南（6） - （6） - 瑞典（192） - 瑞士（114） - 叙利亚（10） - 中华台北（37） - 坦桑尼亚（9） - 泰国（47） - 多哥（6） - （5） - 特立尼达和多巴哥（7） - 突尼斯（14） - 土耳其（47） - 乌干达（8） - 独联体（475） - 阿拉伯联合酋长国（14） - 美国（578） - 乌拉圭（23） - 瓦努阿图（6） - 委内瑞拉（37） - 越南（7） - （24） - 也门（13） - （20） - 赞比亚（9） - 津巴布韦（19） |

## 奖牌榜
| 排名 | 国家／地区    | 金牌 | 银牌 | 铜牌 | 總數 |
| ---- | ------------- | ---- | ---- | ---- | ---- |
| 1    | 独联体（EUN） | 45   | 38   | 29   | 112  |
| 2    | 美国（USA）   | 37   | 34   | 37   | 108  |
| 3    | 德国（GER）   | 33   | 21   | 28   | 82   |
| 4    | 中国（CHN）   | 16   | 22   | 16   | 54   |
| 5    | 古巴（CUB）   | 14   | 6    | 11   | 31   |
| 6    | 西班牙（ESP） | 13   | 7    | 2    | 22   |
| 7    | 韩国（KOR）   | 12   | 5    | 12   | 29   |
| 8    | 匈牙利（HUN） | 11   | 12   | 7    | 30   |
| 9    | 法国（FRA）   | 8    | 5    | 16   | 29   |
| 10   | （AUS）       | 7    | 9    | 11   | 27   |

## 其他
- 日本動畫《以柔克剛》（YAWARA!）的女主角豬熊柔就是以本屆奧運為目標而練習柔道。
- 此次奧運起，典禮開幕式由此前的白天改於晚間舉行。
- 在此次奧運時，挪威提議恢復奥林匹克休战的精神，經與會169國確認[1]。